# Stilla havets Grand Prix 1995
Stilla havets Grand Prix 1995 var det femtonde av 17 lopp ingående i formel 1-VM 1995. Loppet kördes i Japan och var det andra av två. 

## Resultat
1. Michael Schumacher, Benetton-Renault, 10 poäng
2. David Coulthard, Williams-Renault, 6
3. Damon Hill, Williams-Renault, 4
4. Gerhard Berger, Ferrari, 3
5. Jean Alesi, Ferrari, 2
6. Johnny Herbert, Benetton-Renault, 1
7. Heinz-Harald Frentzen, Sauber-Ford
8. Olivier Panis, Ligier-Mugen Honda
9. Mark Blundell, McLaren-Mercedes
10. Jan Magnussen, McLaren-Mercedes
11. Eddie Irvine, Jordan-Peugeot
12. Mika Salo, Tyrrell-Yamaha
13. Pedro Lamy, Minardi-Ford
14. Ukyo Katayama, Tyrrell-Yamaha
15. Luca Badoer, Minardi-Ford
16. Roberto Moreno, Forti-Ford
17. Pedro Diniz, Forti-Ford

### Förare som bröt loppet
- Rubens Barrichello, Jordan-Peugeot (varv 67, elsystem)
- Gianni Morbidelli, Footwork-Hart (63, motor)
- Taki Inoue, Footwork-Hart (38, elsystem)
- Andrea Montermini, Pacific-Ilmor (14, växellåda)
- Aguri Suzuki, Ligier-Mugen Honda (10, snurrade av)
- Jean-Christophe Boullion, Sauber-Ford (7, snurrade av)
- Bertrand Gachot, Pacific-Ilmor (2, växellåda)